# Sandaun
Sandaun, tidigare känd som West Sepik, är den nordvästligaste provinsen i Papua Nya Guinea.